# Stiepan Barysznikow
Stiepan Pawłowicz Barysznikow (ros. Степа́н Па́влович Бары́шников, ur. 3 stycznia 1894 we wsi Barmaszur w guberni wiackiej, zm. 23 stycznia 1943 w uchtinskim łagrze) – radziecki polityk, działacz partyjny, I sekretarz Udmurckiego Komitetu Obwodowego WKP(b) (1937-1938).
1914-1916 studiował na Uniwersytecie Petersburskim, 1916-1917 służył w rosyjskiej armii, od maja 1917 członek SDPRR(b), 1918 był członkiem Rady Powiatowej w Głazowie i wojskowym komisarzem batalionu powiatowego Wotskiej Dywizji Specjalnej. Od 1919 przewodniczący Komitetu Wykonawczego Głazowskiej Rady Powiatowej, sekretarz Głazowskiego Komitetu Powiatowego RKP(b), 1920-1921 sekretarz wiackiego gubernialnego komitetu RKP(b), od lutego do lipca 1921 sekretarz odpowiedzialny Komitetu Obwodowego RKP(b) Wotskiego Obwodu Autonomicznego. W 1921 sekretarz odpowiedzialny Głazowskiego Komitetu Powiatowego RKP(b), 1922 kierownik Wydziału Organizacyjnego Komitetu Miejskiego RKP(b) w Tiumeni, 1922-1923 sekretarz odpowiedzialny Komitetu Powiatowego RKP(b) w Tobolsku, 1923-1924 sekretarz odpowiedzialny Komitetu Okręgowego RKP(b) w Iszymie, 1924-1925 przewodniczący Wotskiej Obwodowej Komisji Kontrolnej RKP(b) i kierownik Wotskiej Obwodowej Inspekcji Robotniczo-Chłopskiej. Od maja 1926 do sierpnia 1927 sekretarz odpowiedzialny Komitetu Obwodowego WKP(b) Wotskiego Obwodu Autonomicznego, 1927-1929 studiował na Komunistycznym Uniwersytecie Pracujących Wschodu, 1929-1930 kierownik Wydziału ds. Pracy na Wsi, Dystrybucji i Doboru Kadr Komitetu Krajowego WKP(b) w Niżnym Nowogrodzie. Od 1930 do marca 1937 instruktor Sektora Politycznego Ludowego Komisariatu Rolnictwa ZSRR, od 21 marca do 23 lipca 1937 przewodniczący Centralnego Komitetu Wykonawczego (CIK) Udmurckiej ASRR, od 19 czerwca 1937 do 7 czerwca 1938 I sekretarz Udmurckiego Komitetu Obwodowego WKP(b). Odznaczony Orderem Czerwonego Sztandaru.
4 września 1938 aresztowany, 11 stycznia 1943 skazany na 8 lat pozbawienia wolności, zmarł w łagrze. W 1956 pośmiertnie zrehabilitowany.